# Hainsberg (Dietfurt an der Altmühl)
Hainsberg ist ein Gemeindeteil der Stadt Dietfurt an der Altmühl im Landkreis Neumarkt in der Oberpfalz in Bayern.

## Lage
Das Pfarrdorf liegt nordwestlich vom Gemeindesitz auf der Hochfläche der südlichen Frankenalb an der Straße nach Hebersdorf. In der Nähe des Dorfes befindet sich die Burgruine der Ödenburg.

## Geschichte
Der Ort wurde erstmals im Pontifikale Gundekarianum als Hagenesberc erwähnt. Damals fand hier eine Kirchweihe statt. 1422 fand die Rekonziliation der Hainsberger Kirche statt. 1457 wurde ein Frühmesse gestiftet. Der Frühmesser wurde 1584 erstmals als Pfarrer bezeichnet. 1576 wurde eine Martersäule gestiftet.
1736 wurde mit dem Bau der heutigen Kirche durch Dominikus Barbieri aus Eichstätt begonnen. 1952 fand die Kirchweihe statt.
Am 14. August 1900 wurde die örtliche Feuerwehr gegründet.
Bis zur Auflösung des Landkreises Riedenburg gehörte es diesen an. Am 1. Januar 1972 erfolgte die Eingemeindung nach Dietfurt.
Seit 1997 wird die Pfarrei Hainsberg mit seinen Filialen Hebersdorf, Mallerstetten, Mitteldorf, Muttenhofen, Stetterhof und ehemals Neuthal von Dietfurt aus betreut.

## Bauwerke

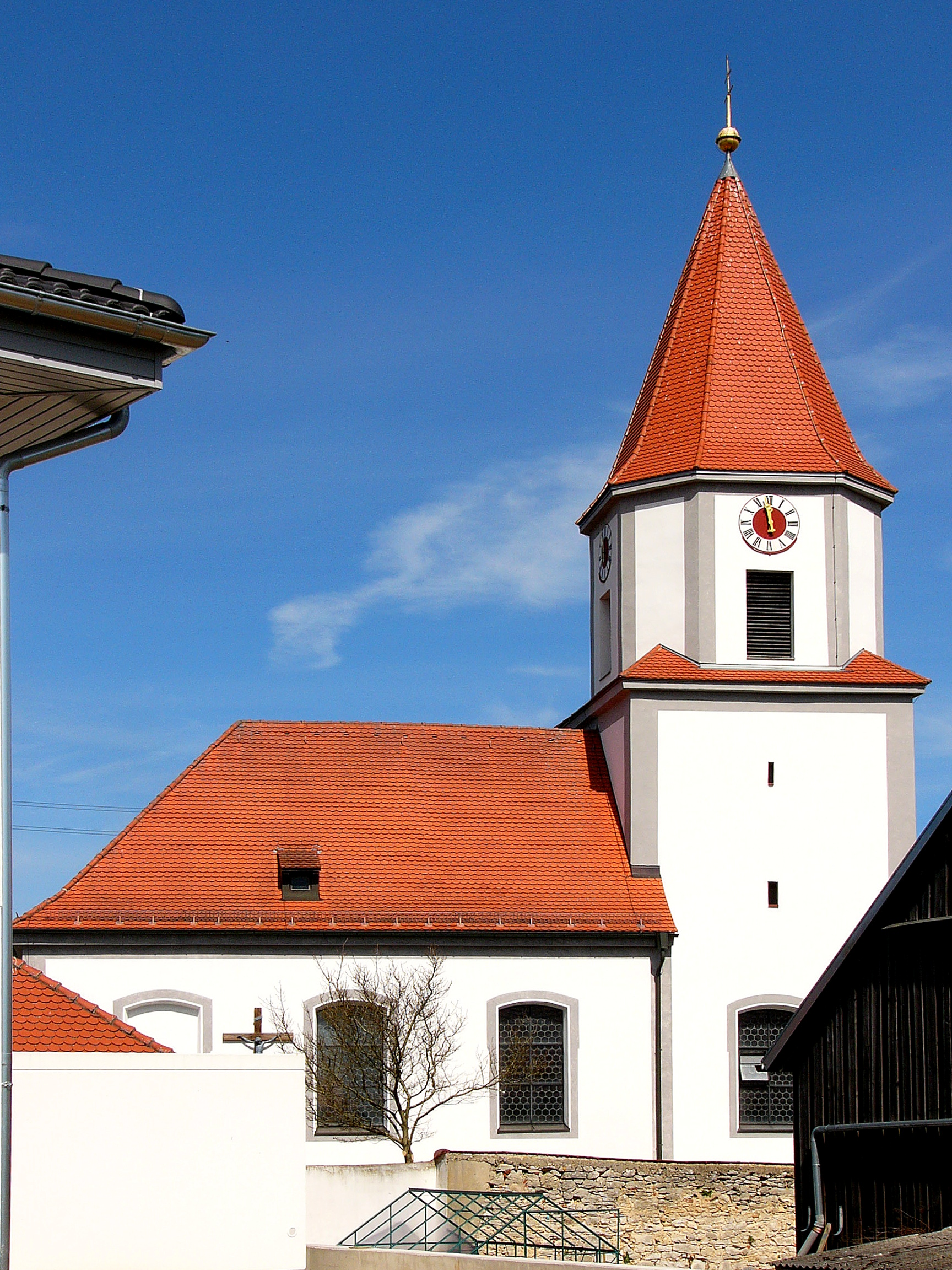
St. Leodegar

In der Liste der Baudenkmäler in Dietfurt an der Altmühl sind für Hainsberg zwei Baudenkmale aufgeführt.
Die Pfarrkirche St. Leodegar ist dem heiligen Leodegar von Autun geweiht.

## Vereine
- Freiwillige Feuerwehr Hainsberg/Mitteldorf
- Katholische Landjugend Hainsberg/Mallerstetten
- Dorfverein Hainsberg/Mitteldorf
- Kriegerverein
- Frauenkreis